# 166 (szám)
A 166 (százhatvanhat) a 165 és 167 között található természetes szám.
A 166 egy középpontos háromszögszám.